# Mandinari Point
Das Kap Mandinari  Point in dem westafrikanischen Staat Gambia liegt in der Mündung des Flusses Gambia in den Atlantischen Ozean am südlichen Flussufer. In der Nähe liegt der Ort Mandinari und der Mandinari Bolong.
Der Mandinari Point gehört zum Naturschutzgebiet Tanbi Wetland Complex.